# Jüri Vips
Jüri Vips (Tallin, Estonia; 10 de agosto de 2000) es un piloto de automovilismo estonio. Debutó en monoplazas en 2016, ganó el Campeonato de ADAC Fórmula 4 en 2017, fue cuarto en el Campeonato de Fórmula 3 de la FIA en 2019 y segundo en el Gran Premio de Macao ese mismo año. Desde 2020 a 2022 disputó el Campeonato de Fórmula 2 de la FIA, obteniendo tres victorias y doce podios. En 2023 debutó en la IndyCar Series con el equipo Rahal Letterman Lanigan Racing.

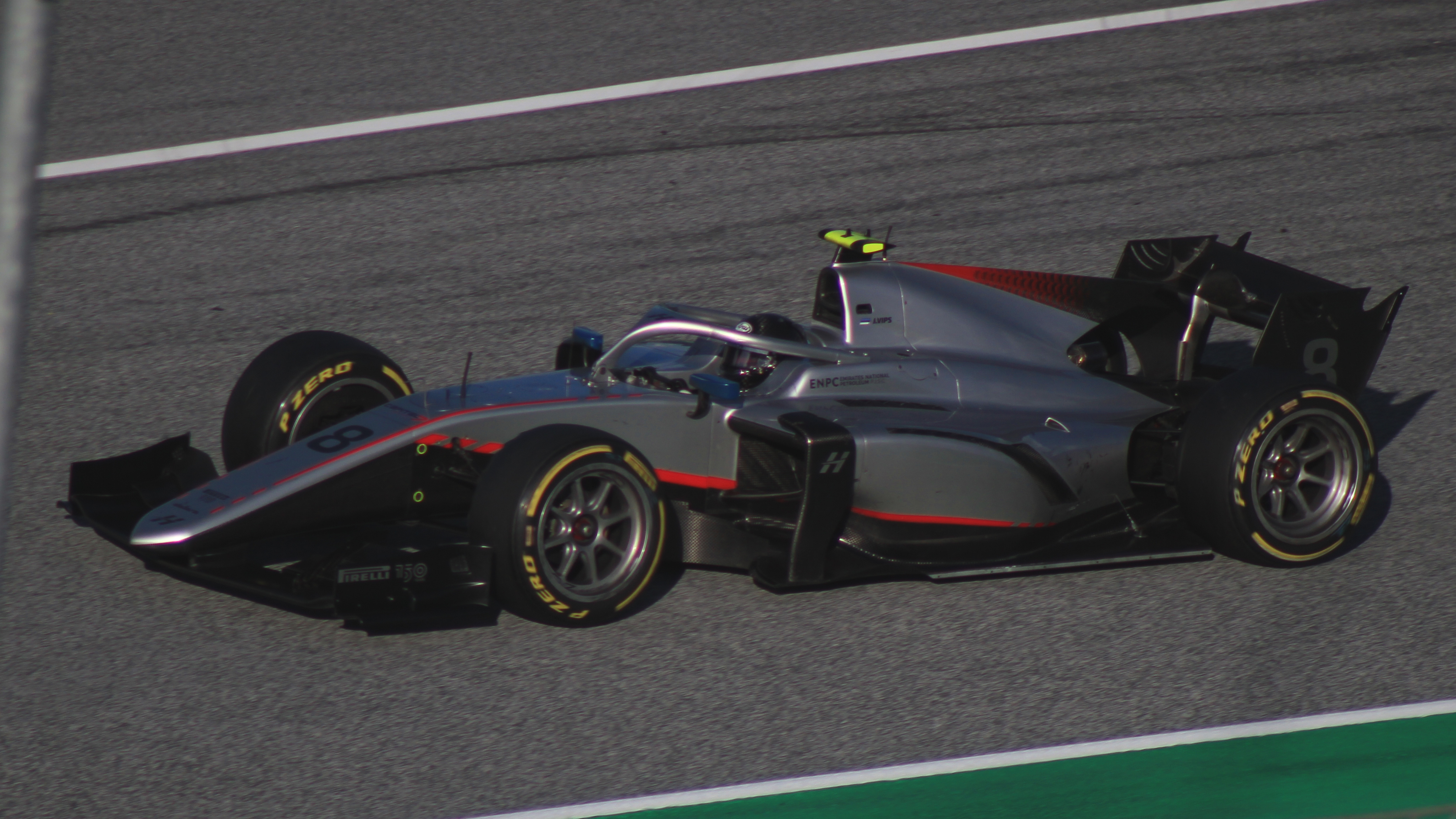
Vips en la Fórmula 2 2022.

Fue miembro del Equipo Júnior de Red Bull desde 2018 hasta 2022, año en el que fue despedido luego de que utilizara comentarios racistas  en una transmisión en vivo. Debutó oficialmente en la Fórmula 1 con el RB18 en los entrenamientos libres del Gran Premio de España de 2022, siendo el primer piloto estonio en participar en un fin de semana de Gran Premio en la categoría.

## Carrera
Inició su carrera deportiva en el karting, en el año 2011. En esta disciplina permaneció hasta 2015, ganando el Rotax Max Challenge Junior 2014. Pasó a los monoplaza en 2016 con Prema Powerteam, en la Fórmula 4; en el campeonato ADAC logró cinco podios y fue sexto y en el Italiano, ocho podios, una victoria y fue quinto en el Campeonato de Pilotos y ganador del Campeonato de Novatos. También fue sexto en el MRF Challenge 2016-17.
Siguió en ambos campeonatos de F4 en la temporada siguiente. En el Italiano no clasificó por no competir en las rondas necesarias para ello, pero ganó el ADAC con dos victorias y 245.5 puntos, con menos de cinco de ventaja sobre su compañero de equipo, Marcus Armstrong, y menos de 10 del tercero, Felipe Drugovich. Ese año hizo su debut en una ronda de Fórmula 3 Europea para Motopark.
En 2018, corrió la temporada completa de F3 con el equipo alemán. En total, ganó cuatro carreras en el doble de podios, junto a 3 pole positions. Con 284 fue cuarto, a 10 de Robert Shwartzman, el tercero. Ese año, Vips ingresó al Equipo Júnior de Red Bull.
Al año siguiente, siguió en Fórmula 3 con el equipo Hitech Grand Prix. Ganó las carreras largas de Spielberg y Silverstone. Tras esto, se posicionó en la tercera posición del campeonato, y una ronda más tarde quedó segundo. Volvió a ganar en la última carrera en Sochi y finalizó cuarto con 141 puntos, detrás de los pilotos de Prema Shwartzman, Armstrong y Daruvala.
Debutó en Super Fórmula Japonesa en la última carrera de la temporada 2019 con el equipo Mugen. Competirá la temporada 2020 con el mismo equipo. A su vez corre en el Campeonato de Fórmula Regional Europea con la escudería KIC Motorsport.
En agosto de 2020, Vips se unió a DAMS para debutar en el Campeonato de Fórmula 2 de la FIA, en sustitución del lesionado Sean Gelael. En Mugello logró su primer podio en la categoría. Finalizó en la decimosexta posición en el campeonato. En diciembre, firmó contrato con la escudería Hitech Grand Prix para disputar la temporada 2021.
En la segunda ronda de la temporada en Mónaco, Vips logró su primer podio de la temporada en una de las carreras cortas (esta temporada tuvo un formato de tres carreras por fin de semana). En la ronda siguiente, ganó tanto la carrera corta 2 como la carrera principal, en esta última sobre Oscar Piastri. En el resto del año, el piloto estonio subió al podio en tres carreras cortas en Silverstone, Sochi y Yeda, y finalizó sexto el campeonato, mientras que su compañero Liam Lawson fue noveno con una victoria.
En 2022, inició la temporada con un podio en la carrera principal de la primera ronda en Sakhir y repitió en la carrera corta de Yeda. En Imola logró la pole position para la carrera principal, pero una mal inicio de carrera derivó en un choque que lo dejó fuera.

### Fórmula 1
En octubre de 2018, Vips ingresó al Equipo Júnior de Red Bull.
En noviembre de 2020, Vips recibió su Superlicencia de la FIA después de completar una prueba de 300 km con Red Bull Racing, conduciendo el Red Bull RB8 en el circuito de Silverstone. Se desempeñó como piloto de reserva para Red Bull y AlphaTauri en cuatro carreras de la temporada, y participó en la prueba de jóvenes pilotos de la postemporada con Red Bull, conduciendo el RB16. Volvió a hacerlo en 2021, conduciendo el RB16B.
En el Gran Premio de España de 2022, Vips debutó en una sesión de entrenamientos libres con Red Bull, en lugar de Sergio Pérez. No obstante, el día 21 de junio, la escudería austríaca decidió suspenderlo de todas las actividades dentro de la estructura luego de que el piloto utilice comentarios racistas durante una retransmisión en directo a través de la plataforma Twitch. Finalmente, siete días después del incidente, Red Bull decidió poner fin a su vínculo con el estonio después de cuatro años.

### IndyCar Series
Tras estar varios meses sin correr, el 28 de agosto de 2023, fue confirmado su debut en la IndyCar Series con Rahal Letterman Lanigan Racing en las últimas dos carreras.

## Resumen de carrera
| Temporada | Categoría                                 | Equipo                         | Carreras          | Victorias         | Poles             | VR                | Podios            | Puntos            | Pos.              |
| --------- | ----------------------------------------- | ------------------------------ | ----------------- | ----------------- | ----------------- | ----------------- | ----------------- | ----------------- | ----------------- |
| 2016      | ADAC Fórmula 4                            | Prema Powerteam                | 24                | 0                 | 0                 | 0                 | 5                 | 138               | 6.º               |
| 2016      | Campeonato de Italia de Fórmula 4         | Prema Powerteam                | 18                | 1                 | 2                 | 3                 | 8                 | 140               | 5.º               |
| 2016-17   | MRF Challenge                             | MRF Racing                     | 15                | 0                 | 0                 | 0                 | 3                 | 135               | 6.º               |
| 2017      | ADAC Fórmula 4                            | Prema Powerteam                | 21                | 2                 | 0                 | 0                 | 7                 | 245.5             | 1.º               |
| 2017      | Campeonato de Italia de Fórmula 4         | Prema Powerteam                | 9                 | 1                 | 2                 | 2                 | 5                 | 114               | NC‡               |
| 2017      | Campeonato Europeo de Fórmula 3 de la FIA | Motopark                       | 3                 | 0                 | 0                 | 0                 | 0                 | 0                 | NC†               |
| 2018      | Campeonato Europeo de Fórmula 3 de la FIA | Motopark                       | 30                | 4                 | 3                 | 6                 | 8                 | 284               | 4.º               |
| 2018      | Gran Premio de Macao                      | Motopark                       | 1                 | 0                 | 0                 | 0                 | 0                 | N/A               | 19.º              |
| 2019      | Campeonato de Fórmula 3 de la FIA         | Hitech Grand Prix              | 16                | 3                 | 1                 | 1                 | 4                 | 141               | 4.º               |
| 2019      | Gran Premio de Macao                      | Hitech Grand Prix              | 1                 | 0                 | 1                 | 0                 | 1                 | N/A               | 2.º               |
| 2019      | Campeonato de Super Fórmula Japonesa      | Team Mugen                     | 1                 | 0                 | 0                 | 0                 | 0                 | 0                 | 22.º              |
| 2020      | Campeonato de Fórmula Regional Europea    | KIC Motorsport                 | 9                 | 0                 | 0                 | 3                 | 3                 | 81                | 8.º               |
| 2020      | Campeonato de Fórmula 2 de la FIA         | DAMS                           | 8                 | 0                 | 0                 | 0                 | 1                 | 16                | 16.º              |
| 2020      | Fórmula 1                                 | Aston Martin Red Bull Racing   | Piloto de pruebas | Piloto de pruebas | Piloto de pruebas | Piloto de pruebas | Piloto de pruebas | Piloto de pruebas | Piloto de pruebas |
| 2021      | Campeonato de Fórmula 2 de la FIA         | Hitech Grand Prix              | 23                | 2                 | 0                 | 1                 | 6                 | 120               | 6.º               |
| 2021      | Fórmula 1                                 | Red Bull Racing Honda          | Piloto de pruebas | Piloto de pruebas | Piloto de pruebas | Piloto de pruebas | Piloto de pruebas | Piloto de pruebas | Piloto de pruebas |
| 2022      | Campeonato de Fórmula 2 de la FIA         | Hitech Grand Prix              | 28                | 1                 | 2                 | 4                 | 5                 | 114               | 11.º              |
| 2022      | Fórmula 1                                 | Oracle Red Bull Racing         | Piloto de pruebas | Piloto de pruebas | Piloto de pruebas | Piloto de pruebas | Piloto de pruebas | Piloto de pruebas | Piloto de pruebas |
| 2023      | IndyCar Series                            | Rahal Letterman Lanigan Racing | 2                 | 0                 | 0                 | 0                 | 0                 | 18                | 33.º              |
| 2024      | IndyCar Series                            | Rahal Letterman Lanigan Racing | 1                 | 0                 | 0                 | 0                 | 0                 | 11                | 39.º              |
| Fuente:   |                                           |                                |                   |                   |                   |                   |                   |                   |                   |

- ‡ Como no participó en el número requerido de rondas, no tuvo un puesto en el campeonato.
- † Como era piloto invitado, no sumaba puntos.

## Resultados

### Campeonato Europeo de Fórmula 3 de la FIA
(Clave) (negrita indica pole position) (cursiva indica vuelta rápida)

| Año     | Equipo   | 1        | 2        | 3         | 4       | 5        | 6       | 7       | 8       | 9       | 10      | 11      | 12       | 13      | 14        | 15      | 16      | 17    | 18      | 19      | 20      | 21      | 22        | 23       | 24      | 25      | 26      | 27      | 28       | 29       | 30       | Pos. | Puntos |
| ------- | -------- | -------- | -------- | --------- | ------- | -------- | ------- | ------- | ------- | ------- | ------- | ------- | -------- | ------- | --------- | ------- | ------- | ----- | ------- | ------- | ------- | ------- | --------- | -------- | ------- | ------- | ------- | ------- | -------- | -------- | -------- | ---- | ------ |
| 2017    | Motopark | SIL 1    | SIL 2    | SIL 3     | MNZ 1   | MNZ 2    | MNZ 3   | PAU 1   | PAU 2   | PAU 3   | HUN 1   | HUN 2   | HUN 3    | NOR 1   | NOR 2     | NOR 3   | SPA 1   | SPA 2 | SPA 3   | ZAN 1   | ZAN 2   | ZAN 3   | NÜR 1     | NÜR 2    | NÜR 3   | RBR 1   | RBR 2   | RBR 3   | HOC 1 21 | HOC 2 12 | HOC 3 12 | NC†  | 0†     |
| 2018    | Motopark | PAU 1 10 | PAU 2 17 | PAU 3 12‡ | HUN 1 6 | HUN 2 18 | HUN 3 4 | NOR 1 7 | NOR 2 1 | NOR 3 2 | ZAN 1 6 | ZAN 2 8 | ZAN 3 15 | SPA 1 6 | SPA 2 Ret | SPA 3 4 | SIL 1 4 | SIL 2 | SIL 3 1 | MIS 1 5 | MIS 2 1 | MIS 3 2 | NÜR 1 Ret | NÜR 2 15 | NÜR 3 6 | RBR 1 6 | RBR 2 4 | RBR 3 8 | HOC 1 3  | HOC 2 1  | HOC 3 9  | 4.º  | 284    |
| Fuente: |          |          |          |           |         |          |         |         |         |         |         |         |          |         |           |         |         |       |         |         |         |         |           |          |         |         |         |         |          |          |          |      |        |

- † Como era piloto invitado, no sumaba puntos.
- ‡ Como no se completó el 75% de la carrera, se otorgaron la mitad de los puntos.

### Campeonato de Fórmula 3 de la FIA
(Clave) (negrita indica pole position) (cursiva indica vuelta rápida puntuable)

| Año  | Escudería         | 1   | 1   | 2   | 2   | 3   | 3   | 4   | 4   | 5   | 5   | 6   | 6   | 7   | 7   | 8   | 8   | Pos. | Puntos | Ref.  |
| ---- | ----------------- | --- | --- | --- | --- | --- | --- | --- | --- | --- | --- | --- | --- | --- | --- | --- | --- | ---- | ------ | ----- |
| 2019 | Hitech Grand Prix | BAR | BAR | LEC | LEC | SPI | SPI | SIL | SIL | BUD | BUD | SPA | SPA | MNZ | MNZ | SOC | SOC | 4.º  | 141    | [ 6 ] |
| 2019 | Hitech Grand Prix | 6   | 2   | 4   | 17  | 1   | 6   | 1   | 13  | 4   | 4   | 5   | 21  | Ret | 11  | 8   | 1   | 4.º  | 141    | [ 6 ] |

### Campeonato de Super Fórmula Japonesa
(Clave) (negrita indica pole position) (cursiva indica vuelta rápida)
| Año  | Equipo     | 1   | 2   | 3   | 4   | 5   | 6   | 7   | Pos. | Puntos | Ref.   |
| ---- | ---------- | --- | --- | --- | --- | --- | --- | --- | ---- | ------ | ------ |
| 2019 | Team Mugen | SUZ | AUT | SUG | FUJ | MOT | OKA | SUZ | 23.º | 0      | [ 28 ] |
| 2019 | Team Mugen |     |     |     |     | 18  |     |     | 23.º | 0      | [ 28 ] |

### Campeonato de Fórmula 2 de la FIA
(Clave) (negrita indica pole position) (cursiva indica vuelta rápida puntuable)

| Año  | Escudería | 1    | 1    | 2    | 2    | 3   | 3   | 4    | 4    | 5    | 5    | 6   | 6   | 7   | 7   | 8   | 8   | 9   | 9   | 10  | 10  | 11   | 11   | 12   | 12   | Pos. | Puntos | Ref.   |
| ---- | --------- | ---- | ---- | ---- | ---- | --- | --- | ---- | ---- | ---- | ---- | --- | --- | --- | --- | --- | --- | --- | --- | --- | --- | ---- | ---- | ---- | ---- | ---- | ------ | ------ |
| 2020 | DAMS      | SPI1 | SPI1 | SPI2 | SPI2 | BUD | BUD | SIL1 | SIL1 | SIL2 | SIL2 | BAR | BAR | SPA | SPA | MNZ | MNZ | MUG | MUG | SOC | SOC | SAK1 | SAK1 | SAK2 | SAK2 | 16.º | 16     | [ 29 ] |
| 2020 | DAMS      |      |      |      |      |     |     |      |      |      |      |     |     | 11  | 11  | 11  | 9   | 7   | 3   | Ret | 18  |      |      |      |      | 16.º | 16     | [ 29 ] |

| Año  | Escudería         | 1   | 1   | 1   | 2   | 2   | 2   | 3   | 3   | 3   | 4   | 4   | 4   | 5   | 5   | 5   | 6   | 6   | 6   | 7   | 7   | 7   | 8   | 8   | 8   | Pos. | Puntos | Ref.   |
| ---- | ----------------- | --- | --- | --- | --- | --- | --- | --- | --- | --- | --- | --- | --- | --- | --- | --- | --- | --- | --- | --- | --- | --- | --- | --- | --- | ---- | ------ | ------ |
| 2021 | Hitech Grand Prix | SAK | SAK | SAK | MON | MON | MON | BAK | BAK | BAK | SIL | SIL | SIL | MNZ | MNZ | MNZ | SOC | SOC | SOC | YED | YED | YED | YMC | YMC | YMC | 6.º  | 120    | [ 12 ] |
| 2021 | Hitech Grand Prix | 10  | 16  | 13  | 5   | 3   | 8   | 8   | 1   | 1   | 2   | 6   | 7   | 8   | 6   | Ret | 2   | C   | Ret | 3   | Ret | 6   | 12  | Ret | 8   | 6.º  | 120    | [ 12 ] |

| Año  | Escudería         | 1   | 1   | 2   | 2   | 3   | 3   | 4   | 4   | 5   | 5   | 6   | 6   | 7   | 7   | 8   | 8   | 9   | 9   | 10  | 10  | 11  | 11  | 12  | 12  | 13  | 13  | 14  | 14  | Pos. | Puntos | Ref.   |
| ---- | ----------------- | --- | --- | --- | --- | --- | --- | --- | --- | --- | --- | --- | --- | --- | --- | --- | --- | --- | --- | --- | --- | --- | --- | --- | --- | --- | --- | --- | --- | ---- | ------ | ------ |
| 2022 | Hitech Grand Prix | SAK | SAK | YED | YED | IMO | IMO | BAR | BAR | MON | MON | BAK | BAK | SIL | SIL | SPI | SPI | LEC | LEC | BUD | BUD | SPA | SPA | ZAN | ZAN | MNZ | MNZ | YMC | YMC | 11.º | 114    | [ 14 ] |
| 2022 | Hitech Grand Prix | 7   | 3   | 2   | 10  | 15  | Ret | Ret | 17  | 5   | 3   | 12  | Ret | 12  | 6   | 5   | 8   | 11  | 12  | 2   | 5   | 14  | 8   | 5   | 7   | 1   | 10  | 12  | 8   | 11.º | 114    | [ 14 ] |

### Fórmula 1
(Clave) (negrita indica pole position) (cursiva indica vuelta rápida)

| Año     | Escudería              | 1   | 2   | 3   | 4   | 5   | 6      | 7   | 8   | 9   | 10  | 11  | 12  | 13  | 14  | 15  | 16  | 17  | 18  | 19  | 20  | 21  | 22  | Pos. | Puntos |
| ------- | ---------------------- | --- | --- | --- | --- | --- | ------ | --- | --- | --- | --- | --- | --- | --- | --- | --- | --- | --- | --- | --- | --- | --- | --- | ---- | ------ |
| 2022    | Oracle Red Bull Racing | BHR | ARA | AUS | EMI | MIA | ESP TD | MON | AZE | CAN | GBR | AUT | FRA | HUN | BEL | NED | ITA | SIN | JPN | USA | MEX | SÃO | ABU |      |        |
| Fuente: |                        |     |     |     |     |     |        |     |     |     |     |     |     |     |     |     |     |     |     |     |     |     |     |      |        |

### IndyCar Series
(Clave) (negrita indica pole position) (cursiva indica vuelta rápida)

| Año     | Escudería                      | Motor | 1   | 2   | 3   | 4   | 5   | 6    | 7   | 8   | 9   | 10  | 11  | 12  | 13  | 14     | 15  | 16     | 17     | 18  | Pos. | Puntos |
| ------- | ------------------------------ | ----- | --- | --- | --- | --- | --- | ---- | --- | --- | --- | --- | --- | --- | --- | ------ | --- | ------ | ------ | --- | ---- | ------ |
| 2023    | Rahal Letterman Lanigan Racing | Honda | STP | TXS | LBH | ALA | IMS | INDY | DET | ROA | MDO | TOR | IOW | IOW | NSH | IMS    | GTW | POR 18 | LAG 24 |     | 33.º | 18     |
| 2024    | Rahal Letterman Lanigan Racing | Honda | STP | THE | LBH | ALA | IGP | INDY | DET | ROA | LAG | MDO | IOW | IOW | TOR | GAT 19 | POR | MIL    | MIL    | NSH | 39.º | 11     |
| Fuente: |                                |       |     |     |     |     |     |      |     |     |     |     |     |     |     |        |     |        |        |     |      |        |